# Ein Fremder ohne Namen
Ein Fremder ohne Namen ist ein US-amerikanischer Western aus dem Jahre 1973. Regisseur und Hauptdarsteller ist Clint Eastwood. Der Film beschreibt die Rache eines namenlosen Revolverhelden an drei brutalen Mördern sowie der Stadt, die dem Mord tatenlos zugesehen hat.

## Handlung
Ein namenloser Fremder kommt in die kleine Goldminenstadt Lago, erschießt drei Revolvermänner, die ihn provoziert hatten, und vergewaltigt kurz darauf eine Frau, die ihn beschimpft und geschlagen hatte. Angesichts dieser Gewaltbereitschaft legen die Bewohner Lagos ihm nahe, ihnen gegen drei gefürchtete Verbrecher beizustehen, die am folgenden Tag aus dem Gefängnis freikommen und der Stadt Rache geschworen haben.
Rückblickend als Erinnerung des Fremden wird dargestellt: Die angekündigten Verbrecher waren einst als Revolverhelden von den Besitzern zum Schutz der örtlichen Goldmine angestellt. Dem örtlichen Marshal war bekannt, dass die Mine auf staatlichem Boden stand und damit illegal war. Bevor er die Mine damit unter Druck setzen konnte, wurde er von dem Trio auf offener Straße zu Tode gepeitscht. Die Bewohner schauten dabei zu, ohne einzuschreiten, da sie alle von der Mine und damit vom Schweigen des Marshals abhängig waren. Danach wurden die drei Revolverhelden immer dreister und bemächtigten sich der Goldvorräte der Mine, bis es gelang, sie ins Gefängnis zu stecken.
Jene drei anderen Revolvermänner, die der Fremde zu Beginn tötete, waren ebenfalls engagiert, um den Ort zu beschützen. Sie hatten schnell gemerkt, dass die Einwohner Feiglinge sind, und führten sich derart übel auf, dass man erleichtert war, als der Fremde sie erschoss.
Als neuer Beschützer wird der Fremde mit allen erdenklichen Vollmachten ausgestattet und bekommt unbegrenzten Kredit in allen Geschäften, nutzt dies jedoch vor allem dazu aus, die Bewohner weiter zu demütigen, etwa indem er Waren nicht nur für sich nimmt, sondern auch an Arme verschenkt. Er macht den geringgeschätzten kleinwüchsigen Mordecai zum Sheriff und Bürgermeister, ohne dass der amtierende Sheriff dem widerspräche. Des Weiteren weist er die Leute an, alle Häuser rot anzustreichen, am Stadteingang ein Transparent mit der Aufschrift „Welcome home boys“ („Willkommen zuhause Jungs“) aufzuhängen und ein Picknick zu veranstalten, um den erwarteten Verbrechern einen gebührenden Empfang zu bereiten. Aus Wut darüber, derart bloßgestellt und ihres eigenen Unvermögens bewusst gemacht zu sein, wollen einige der Bürger den Fremden im Schlaf totprügeln, worauf dieser sich jedoch vorbereitet hat und sein Hotelzimmer in die Luft sprengt, wodurch er auch das Hotel zerstört.
Als die drei Revolverhelden in Lago eintreffen, zieht sich der Fremde zunächst zurück und überlässt die Bewohner ihrem Schicksal. Diese sind trotz der vorangegangenen Schießübungen zu zögerlich, viele werden von den drei Verbrechern erschossen. Nach Einbruch der Nacht werden die drei Verbrecher nacheinander vom wieder aufgetauchten Fremden getötet: der erste wird ebenfalls zu Tode gepeitscht, der zweite erhängt, der dritte erschossen. Zuletzt wird der Besitzer der Mine, als er versucht den Fremden aus dem Hinterhalt zu erschießen, von Mordecai getötet.
Beim Verlassen der Stadt am nächsten Morgen begegnet der Fremde Mordecai auf dem Friedhof, der dabei ist, das Grabmal des ermordeten Marshals mit dessen Namen Jim Duncan zu versehen. Auf die Bemerkung Mordecais, er kenne noch immer nicht den Namen des Fremden, antwortet der Fremde in der Originalversion nur, doch, den kenne er, und reitet davon. In der deutschen Synchronisation bezeichnet er sich dagegen ausdrücklich als George Duncan, Jims Bruder.
Die letzte Einstellung des Films zeigt den in flirrender Luft verschwindenden Fremden. In der Einstellung zuvor sah man die Aufschrift „Marshal Jim Duncan Rest in Peace“ („Marshal Jim Duncan – Ruhe in Frieden“) auf dem Grabstein. Zusammen mit der Information aus einem früheren Teil des Films, dass Tote ohne einen ordentlichen Grabstein laut einer Legende nie zur Ruhe finden, liegt der Schluss nahe, dass hier der Marshal selbst Rache genommen hat. Nachdem nun sein Grab ordentlich mit seinem Namen beschriftet wurde, kann er in Frieden ruhen und verschwindet.

## Hintergrund
Dass der Titelheld der Bruder des ermordeten Marshals ist, ist nicht nur eine in der deutschen Fassung vorliegende Lesart der Geschichte. Auch Eastwood selbst äußerte in einem Interview für Inside the Actors Studio, dass in früheren Drehbuchfassungen der Fremde tatsächlich der Bruder des Marshals sei. In der Originalversion wird dies jedoch nicht erwähnt; dort antwortet der Fremde dem kleinwüchsigen Sheriff, als jener den Namen des längst verstorbenen Marshalls nachträglich auf die Grabtafel gravierte, auf die Frage nach seinem Namen („I never did know your name“) mit einem „Yes, you do“. Der Titelheld hat sogar Erinnerungen an die Ermordung des Marshals, und so könnte man gar vermuten, der Marshal sei von den Toten zurückgekehrt, um Rache zu üben, denn wie kann der durch die deutsche Fassung hinzugedichtete Bruder solche Erinnerungen haben? Durch diesen Umstand in der deutschen Fassung verliert die Figur einen Teil ihres mythischen Charakters als Racheengel, den sie durch das schemenhafte Erscheinen und Verschwinden zu Beginn und zum Ende des Films erhält.
In diesem Film variiert Eastwood ein weiteres Mal den Typus des wortkargen, zynischen und namenlosen Einzelgängers, einer Figur, die eigentlich untypisch ist für Western US-amerikanischer Herkunft. So ist der Streifen in seiner Machart und der Figurenzeichnung der antiheldenhaften Titelrolle deutlich vom Italo-Western beeinflusst, der 1973 den amerikanischen Vertretern dieses Genres klar den Rang abgelaufen hatte. Auch kann er als Hommage an die Regisseure gesehen werden, denen Clint Eastwood seine Popularität und seinen Erfolg zu verdanken hatte. Auf einem Aushangfoto zum Film ist der „Fremde“ deshalb mit zwei Grabsteinen zu sehen, welche die Namen von Sergio Leone und Don Siegel tragen. Im Film selbst kommt diese Szene jedoch nicht vor.

## Drehorte
Mono Lake, Kalifornien, USA. Eastwood ließ für den Film ein komplettes funktionstüchtiges Dorf am Seeufer errichten und setzte sich mit der Wahl des Drehortes gegen die Produzenten durch, die den Film komplett im Studio drehen lassen wollten.

## Kritiken
Das Lexikon des internationalen Films schreibt: „Western von und mit Clint Eastwood, geradlinig inszeniert und schön fotografiert. Eastwood bastelt an seinem Mythos: Er ist der undurchsichtige, einsame Rächer, kaltblütig, zynisch und brutal. Das Faustrecht im Dienst der Männermoral.“
Joe Hembus führt aus, Eastwood habe mit Ein Fremder ohne Namen Leones Für eine Handvoll Dollar noch einmal auf seine Weise gedreht; der Film sei somit „eine faszinierende Fußnote zur Wirkungsgeschichte von Sergio Leone.“ Er treibe „alles, und vor allem alles Morbide und Barocke, auf den Höhepunkt.“ Der Fremde ohne Namen sei „eigentlich Jesus Christus, gekreuzigt, begraben, aber unsterblich: wiederauferstanden, um ohne zu zögern, aber unter Einhaltung aller Rituale, das Jüngste Gericht abzuhalten.“
Phil Hardy merkt an, der Film sei „einer der aufregendsten und mysteriösesten Western der 1970er.“ Eastwood arbeite „mit Leone-artigen Flashbacks“, ahme „Leones höchst manieristischen Stil“ nach, doch die Wendungen, die Eastwood dem Material gebe, seien „gänzlich seine eigenen“. Das Ergebnis sei eine „hinreißend selbstbewußte, formalisierte und abstrakte Arbeit.“

## Heimkino-Veröffentlichung
Die erste Veröffentlichung gab es bereits Ende der 1970er-Jahre, vor VHS und DVD, von Universal Eight (Tochterfirma von Universal) im damaligen üblichen Super-8-Format mit einer Gesamtlänge von ca. 35 Minuten (Schnittfassung); in Deutschland erschien diese Fassung bei Piccolo Film in München mit deutschem Magnetton. Diese Version zählt heute zu den begehrten Raritäten unter den verbliebenen Super-8-Spielfilm-Sammlern.
Ende Juni 2017 wurde der Film in  Deutschland vom Index genommen.